# Tosich'onyo sijibwayo
Tosich'onyo sijibwayo (en chosŏn'gŭl, 도시처녀 시집와요, en inglés: Urban Girl Comes Get Married, literalmente en español: Una chica urbana viene a casarse) es una película de comedia romántica de origen norcoreano producida el año 1993 por la Universidad de Cine y Teatro de Pionyang. Está basada en la canción del mismo nombre "Tosich'onyo sijibwayo" del Conjunto Electrónico de Pochonbo, la cual trata de una mujer de ciudad que se va al campo a casarse.

## Sinopsis
Ri Hyang, la mejor cortadora de telas en una fábrica de ropa urbana, se une a sus compañeros de trabajo en un viaje al campo como parte de un programa de la Alianza Campesina-Trabajadora, donde deben trabajar como lo exige el método de cultivo. En medio de montajes de alegre siembra de arroz y grano fluyendo, Ri Hyang se encuentra con el joven visionario detrás del proyecto de cría de patos de granjas colectivas, Song Sik. Cuando él le dice, es hora de alimentar el estiércol de pato en el horno de gas, ella dice, puedo ayudarla. Juntos, se dan cuenta de que este estiércol de pato es solo el comienzo, ya que contribuirá al desarrollo agrícola, incluida la mecanización y la química.